# Liste der Monuments historiques in Abbeville-Saint-Lucien
Die Liste der Monuments historiques in Abbeville-Saint-Lucien führt die Monuments historiques in der französischen Gemeinde Abbeville-Saint-Lucien auf.

## Liste der Objekte
| Bezeichnung                   | Beschreibung                             | Standort                        | Kennzeichnung | Schutzstatus | Datum | Bild |
| ----------------------------- | ---------------------------------------- | ------------------------------- | ------------- | ------------ | ----- | ---- |
| Skulptur Christus in Fesseln  | Holz, polychrom gefasst, 16. Jahrhundert | in der Kirche St-Laurent (Lage) | PM60004709    | Inscrit      | 2005  |      |
| Bleiglasfenster Nr. 3 im Chor | 16. Jahrhundert                          | in der Kirche St-Laurent (Lage) | PM60000002    | Classé       | 1925  |      |
| Skulptur Heiliger Evroult     | Holz, polychrom gefasst, 16. Jahrhundert | in der Kirche St-Laurent (Lage) | PM60004710    | Inscrit      | 2005  |      |